# Ivinhema
Ivinhema é um município brasileiro da região Centro-Oeste, situado no estado de Mato Grosso do Sul.
Às margens do Rio Ivinhema, entre os rios Piravevê ao norte e Guiray ao sul, localiza-se a cidade de Ivinhema. A cidade é um dos centros mais importantes do Vale do Ivinhema.

## História

### Eventos históricos
- 23 de agosto de 1961 - Pousou o primeiro avião
- 1 de setembro de 1961 - Foi colocado fogo na mata, a ser destinada a cidade;
- 27 de julho de 1963 - Foi celebrada a primeira missa;
- 11 de novembro de 1963 - Criado o município de Ivinhema.
- 26 de abril de 2013 - Inauguração da Usina Sucroenergética "Ivinhema" (Grupo Adecoagro) a Maior Industria de toda a região.

## Geografia

### Localização
O município de está situado no sul da região Centro-Oeste do Brasil, no Sudoeste de Mato Grosso do Sul (Microrregião de Iguatemi). Localiza-se a uma latitude 22º18'17" sul e a uma longitude 53º48'55" oeste. Distâncias:
- 284 km da capital estadual (Campo Grande)
- 1 196 km da capital federal (Brasília)

### Geografia física
Solo
No município de Ivinhema verifica-se predominância de Latossolo portanto com baixa fertilidade natural, os quais se apresentam tanto com textura argilosa quanto média.
Junto a algumas drenagens, há ocorrência de nitossolos de textura arenoso-média e arenoso-argilosa, apresenta ainda planossolo álico.
Relevo

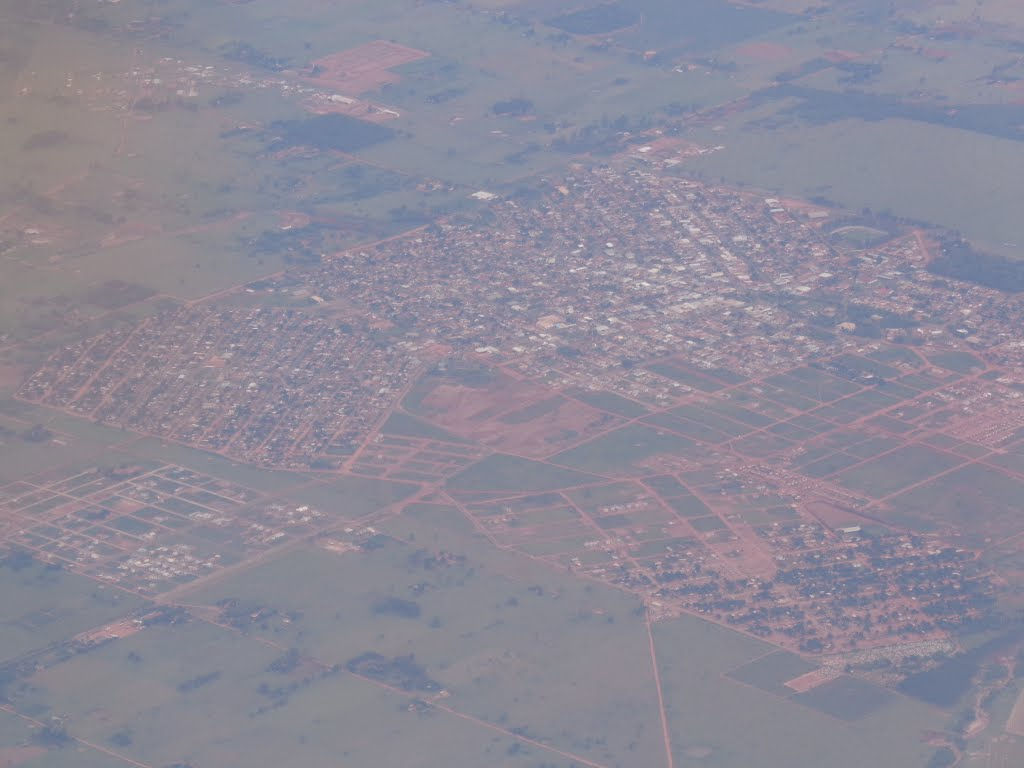
Vista aérea de Ivinhema - MS

Está a uma altitude de 362 m. Divide-se em duas unidades geomorfológicas: Sub-bacias Meridionais e Vale do Paraná.
Encontra-se na região dos planaltos arenítico-basálticos interiores, onde localmente dominam relevos planos elaborados pela erosão e pela ação fluvial, apresentando algumas formas de modelado de dissecação colinosa ao sul e oeste do município com declividades modestas. Os relevos tabulares e planos predominam praticamente em todo o município ficando as áreas planas de acumulação restrita à proximidade das margens dos principais rios.
Apresenta relevo plano geralmente elaborado por várias fases de retomada erosiva, com relevos elaborados pela ação fluvial e áreas planas resultante de acumulação fluvial sujeita a inundações periódicas.
Clima
Está sob influência do clima tropical (Aw), sendo ao norte e noroeste do município (inclusive na sede municipal) o clima é úmido. No restante do município o clima é considerado de úmido a subúmido. As precipitações médias estão entre 1.400 e 1.700mm, podendo variar entre 1.750 a 2.000 mm, excedente hídrico de 1.200 a 1.400 mm durante sete a oito meses de eficiência hídrica de 200 a 350mm durante três meses.[carece de fontes?]
Segundo dados do Instituto Nacional de Meteorologia (INMET), referentes ao período de 1966 a 1984 e a partir de 1993, a menor temperatura registrada em Ivinhema foi de 0 °C em 14 de agosto de 1978 e a maior atingiu 41,1 °C em 7 de outubro de 2020. O maior acumulado de precipitação em 24 horas foi de 188,7 mm em 28 de setembro de 2010. Outros acumulados iguais ou superiores aos 100 mm foram: 142 mm em 19 de março de 2004, 114 mm em 18 de janeiro de 1996, 111,1 mm em 2 de dezembro de 1984, 108,6 mm em 19 de junho de 2012, 103,9 mm em 20 de junho de 2012 e 102,7 mm em 25 de abril de 2005.
Desde setembro de 2005, a maior rajada de vento alcançou 24,6 m/s (88,6 km/h) em 21 de outubro de 2007 e 28 de dezembro de 2012 e o menor índice de umidade relativa do ar (URA) foi de 10% nas tardes dos dias 24 de agosto de 2006 e 13 de setembro de 2010.
| Dados climatológicos para Ivinhema | Dados climatológicos para Ivinhema | Dados climatológicos para Ivinhema | Dados climatológicos para Ivinhema | Dados climatológicos para Ivinhema | Dados climatológicos para Ivinhema | Dados climatológicos para Ivinhema | Dados climatológicos para Ivinhema | Dados climatológicos para Ivinhema | Dados climatológicos para Ivinhema | Dados climatológicos para Ivinhema | Dados climatológicos para Ivinhema | Dados climatológicos para Ivinhema | Dados climatológicos para Ivinhema |
| Mês | Jan                                | Fev                                | Mar                                | Abr                                | Mai                                | Jun                                | Jul                                | Ago                                | Set                                | Out                                | Nov                                | Dez                                | Ano                                |
| --- | ---------------------------------- | ---------------------------------- | ---------------------------------- | ---------------------------------- | ---------------------------------- | ---------------------------------- | ---------------------------------- | ---------------------------------- | ---------------------------------- | ---------------------------------- | ---------------------------------- | ---------------------------------- | ---------------------------------- |
| Temperatura máxima recorde (°C) | 38,1                               | 38,8                               | 38,7                               | 37,1                               | 35,4                               | 32,7                               | 34,3                               | 38                                 | 40,3                               | 41,1                               | 39                                 | 38,4                               | 41,1                               |
| Temperatura máxima média (°C) | 32,2                               | 32,1                               | 31,7                               | 30,3                               | 26,5                               | 26,1                               | 26,9                               | 28,9                               | 29,5                               | 31,5                               | 31,3                               | 32,1                               | 29,9                               |
| Temperatura média compensada (°C) | 26                                 | 25,8                               | 25,4                               | 23,7                               | 20,1                               | 19,4                               | 19,4                               | 21,1                               | 22,2                               | 24,7                               | 24,9                               | 25,9                               | 23,2                               |
| Temperatura mínima média (°C) | 21,7                               | 21,5                               | 21                                 | 19                                 | 15,5                               | 14,4                               | 13,9                               | 15,3                               | 16,7                               | 19,5                               | 20,1                               | 21,1                               | 18,3                               |
| Temperatura mínima recorde (°C) | 14,2                               | 14                                 | 9                                  | 5,8                                | 2,4                                | 1,4                                | 0,2                                | 0                                  | 4,4                                | 7,8                                | 10,6                               | 12,3                               | 0                                  |
| Precipitação (mm) | 205,5                              | 177                                | 121,8                              | 105,9                              | 110,4                              | 65,3                               | 47,5                               | 51                                 | 120,3                              | 155,5                              | 165,2                              | 185,2                              | 1 510,6                            |
| Dias com precipitação (≥ 1 mm) | 12                                 | 10                                 | 8                                  | 6                                  | 6                                  | 5                                  | 4                                  | 4                                  | 7                                  | 9                                  | 9                                  | 10                                 | 90                                 |
| Umidade relativa compensada (%) | 78                                 | 77,9                               | 75,2                               | 73,7                               | 75,1                               | 72,8                               | 67,2                               | 61,5                               | 64,1                               | 70,5                               | 71,8                               | 73,1                               | 71,7                               |
| Insolação (h) | 207,3                              | 190,3                              | 226                                | 221,8                              | 198,3                              | 201                                | 221,8                              | 226,2                              | 183,3                              | 202,3                              | 221                                | 225,5                              | 2 524,8                            |
| Fonte: Instituto Nacional de Meteorologia (INMET) (normal climatológica de 1981-2010; recordes de temperatura: 01/09/1966 a 31/12/1984 e 01/11/1993-presente) |                                    |                                    |                                    |                                    |                                    |                                    |                                    |                                    |                                    |                                    |                                    |                                    |                                    |

Hidrografia
Está sob influência da Bacia do Rio da Prata. Principais rios:
- Rio Ivinhema: afluente pela margem direita do rio Paraná e limite entre os municípios de Nova Andradina e Ivinhema.
- Rio Pipocu: afluente pela margem esquerda do rio Pirajuí, no município de Ivinhema.
- Rio Pirajuí: afluente pela margem esquerda do rio Guiraí; limite entre os municípios de Deodápolis e Ivinhema, no seu alto curso, e os de Glória de Dourados e Ivinhema.
- Rio Piravevê: Afluente da margem direita do rio Ivinhema.
- Rio Vitória: Afluente pela margem direita do rio Ivinhema.
- Rio Libório: Afluente pela margem direita do rio Vitória.
- Rio Guiraí: Afluente a margem direita do rio ivinhema.

Vegetação
No município de Ivinhema, a cobertura vegetal predominante é a pastagem plantada e a cana de açúcar, ocorrendo em menor proporção a Floresta Estacional, culturas cíclicas, permanentes e reflorestamento complementam a vegetação decídua.
Floresta Estacional é a que apresenta cobertura arbórea densa.

### Geografia política
Área
Ocupa uma superfície de 2 009,887 km².
Subdivisões
Bairros
A área urbana de Ivinhema está dividida nos seguintes bairros: Água Azul, Centro, Guiray, Itapoã, Piravevê, Vitória, Triguenã, e recentemente a expansão da planta urbana com a criação dos Bairros Residencial Solar do Vale, Residencial Eco Park, Jardim Aeroporto e Condomínio Santa Rita.
Além da sede Ivinhema possui:
- Distrito: Amandina[12]
- Povoados: Vila Alice, Vila Cristina, Angelina e Núcleo Lídia.
- Glebas rurais: Ubiratan, Ouro Verde, Azul, Piravevê, Vitória, Cristina, Alice, Santa Luzia, Cristalino, Angelina, Guiray, São Sebastião, Itapoã e Marau.

Arredores
Nova Andradina, Novo Horizonte do Sul, Angélica, Deodápolis e Jateí

## Esportes
No esporte o time de futebol profissional que representa o município é o Ivinhema Futebol Clube que foi fundado em 2006, sendo campeão estadual em 2008 e vice-campeão em 2009 e 2015. Participou da Copa do Brasil nos anos de 2009, 2010 e 2016.
O estádio local é o Estádio Luiz Saraiva Vieira, o "Saraivão".

## Cep de Ivinhema
O CEP 79740000 ou 79740-000 pertence a cidade de Ivinhema, estado de Mato Grosso do Sul. A cidade possui um único CEP por possuir menos que 50.000 habitantes em área urbana.